# DDR-Meisterschaften im Feldfaustball 1972
Die DDR-Meisterschaften im Feldfaustball 1972 waren seit 1949 die 23. Austragung der Meisterschaften im Faustball in der DDR im Jahre 1972.
Die Finalkämpfe der vier besten Mannschaften der Oberliga fanden am Sonnabend, den 23. September 1972 in Hirschfelde statt.

## Frauen
Abschlusstabelle nach der Hauptrunde:
| Platz | Mannschaft                 | Punkte | Siege | Remis | Niederlagen | Bälle        |
| 1.    | SG Görlitz (M)             | 23:5   | 11    | 1     | 2           | 447:325 +122 |
| 2.    | Chemie Weißwasser (N)      | 23:5   | 11    | 1     | 2           | 415:334 +81  |
| 3.    | TSG Berlin-Oberschöneweide | 18:10  | 8     | 2     | 4           | 356:333      |
| 4.    | ISG Hirschfelde            | 14:14  | 7     | –     | 7           | 410:357      |
| 5.    | Pentacon Dresden           | 14:14  | 6     | 2     | 6           | 336:347      |
| 6.    | Lokomotive Schwerin        | 11:17  | 5     | 1     | 8           | 359:379      |
| 7.    | Lokomotive Schleife        | 9:19   | 4     | 1     | 9           | 341:420      |
| 8.    | Motor Leipzig-Mockau (N)   | 0:28   | –     | –     | 14          | 261:430      |

Absteiger zur DDR-Liga waren der sieglose Neuling Motor Leipzig-Mockau und Lok Schleife.
In der Aufstiegsrunde der Frauen in Wildau erreichten die Mannschaften Motor Rathenow und Chemie Jena die Oberliga.
Aufstiegsrunde:
| Platz | Mannschaft                | Punkte |
| 1.    | Motor Rathenow            | 8:0    |
| 2.    | Chemie Jena               | 6:2    |
| 3.    | Lokomotive Dresden        | 4:4    |
| 4.    | Fortschritt Groitzsch     | 2:6    |
| 5.    | Spielgemeinschaft Görlitz | 0:8    |

Finalrunde:
In den Finalspielen traten der Erstplatzierte der Hauptrunde gegen den Vierten und der Zweite gegen den Dritten an.
Halbfinale:
- SG Görlitz – ISG Hirschfelde 42:29 (21:16)
- TSG Berlin-Oberschöneweide – Chemie Weißwasser 37:33 nach Verlängerung (9:15, 28:28)

Spiel um Platz 3:
- ISG Hirschfelde – Chemie Weißwasser 37:24 (20:11)

Finale:
- SG Görlitz – TSG Berlin-Oberschöneweide 42:35 (24:15)

Abschlusstabelle
| Platz | Mannschaft                 |
| 1.    | SG Görlitz                 |
| 2.    | TSG Berlin-Oberschöneweide |
| 3.    | ISG Hirschfelde            |
| 4.    | Chemie Weißwasser          |

Aufsteiger zur Oberliga waren Motor Rathenow und Chemie Jena.

## Männer
Abschlusstabelle nach der Hauptrunde:
| Platz | Mannschaft               | Punkte | Siege | Remis | Niederlagen | Bälle       |
| 1.    | Chemie Zeitz             | 30:6   | 15    | –     | 3           | 587:446     |
| 2.    | Motor Greiz              | 23:13  | 11    | 1     | 6           | 583:532     |
| 3.    | ISG Hirschfelde          | 22:14  | 11    | –     | 7           | 553:481     |
| 4.    | Lokomotive Dresden       | 20:16  | 9     | 2     | 7           | 525:528     |
| 5.    | Motor Schleusingen       | 18:18  | 8     | –     | 9           | 519:558     |
| 6.    | Einheit Halle            | 15:21  | 7     | 1     | 10          | 525:535     |
| 7.    | Fortschritt Glauchau (N) | 14:22  | 6     | 2     | 10          | 529:547 -18 |
| 8.    | Rotation Dresden (N)     | 14:22  | 7     | –     | 11          | 507:545 -38 |
| 9.    | Medizin Erfurt           | 13:23  | 6     | 1     | 11          | 511:598     |
| 10.   | Fortschritt Zittau (M)   | 11:25  | 5     | 1     | 12          | 553:622     |

Abstieg: Als letztplatzierte Mannschaft musste der DDR-Meister Fortschritt Zittau in die DDR-Liga absteigen!
In der Aufstiegsrunde der Liga-Staffelsieger in Jüterbog erreichten die Mannschaften Lok Wittstock und Aktivist Freienhufen die Oberliga. Aufgrund der Erweiterung der Oberliga um einen Platz auf elf Mannschaften gab es zwei Relegationsspiele des Ligavorletzten Medizin Erfurt und des Drittplatzierten der Aufstiegsrunde Einheit Jüterbog im „Stadion der Eisenbahner“ in Delitzsch. Beide Mannschaften gewannen je ein Spiel, die Jüterboger aber erzielten die bessere Balldifferenz und stiegen damit auf.
Aufstiegsrunde:
| Platz | Mannschaft            | Punkte ±Bälle |
| 1.    | Lokomotive Wittstock  | 8:2 +41       |
| 2.    | Aktivist Freienhufen  | 8:2 +22       |
| 3.    | Einheit Jüterbog      | 6:4 +11       |
| 4.    | Fortschritt Eppendorf | 4:6 -10       |
| 5.    | Motor Zwickau-Süd     | 4:6 -21       |
| 6.    | SpG Görlitz           | 0:10 -20      |

Finalrunde:
In den Finalspielen traten der Erstplatzierte der Hauptrunde gegen den Vierten und der Zweite gegen den Dritten an.
Halbfinale:
- ISG Hirschfelde – Motor Greiz 43:31 (17:19)
- Lok Dresden – Chemie Zeitz 40:32 (22:19)

Spiel um Platz 3:
- Chemie Zeitz – Motor Greiz 44:37 (27:16)

Finale:
- ISG Hirschfelde – Lok Dresden 42:36 (23:15)

Abschlusstabelle:
| Platz | Mannschaft         |
| 1.    | ISG Hirschfelde    |
| 2.    | Lokomotive Dresden |
| 3.    | Chemie Zeitz       |
| 4.    | Motor Greiz        |

## Weitere Ergebnisse
DDR-Meister:
- weibliche Jugend: Empor Barby
- männliche Jugend: Lok Dresden
- Schülerinnen: Lok Schleife
- Schüler: ISG Hirschfelde